# Talawakelle
Talawakelle, ou Talawakele (en cingalais: තලවාකැලේ, en tamoul: தலவாக்கலை), est une ville du district de Nuwara Eliya, dans la province du Centre, au Sri Lanka. 

## Géographie
Elle s'étend à environ 1 250 m d'altitude dans la vallée de la Kotmale (affluent de la Mahaweli), qui forme à cet endroit un lac artificiel.
On y trouve deux chutes d'eau de 50 m de large et de 80 m de haut, parmi les plus larges du pays.

## Administration
Talawakelle et la ville voisine de Lindula sont administrées par le conseil urbain Talawakelle-Lindula.

## Économie
Talawakelle est le centre de la principale région de production de thé de Ceylan. Sa population est en grande partie constitué d'ouvriers agricoles tamouls.

### Infrastructures
La ville dispose d'une gare importante sur la ligne Colombo-Badulla. Elle est également traversée par l'autoroute A7.

## Personnalités liées
- Periyasamy Chandrasekaran, député et ministre (1957-2010)